# Michael Reusch
Michael Reusch   (Rothrist, 3 de febrer de 1914 - Rothrist, 6 d'abril de 1989) fou un gimnasta artístic suís, guanyador de cinc medalles olímpiques.

## Biografia
Va néixer el 3 de febrer de 1914 en una ciutat desconeguda de Suïssa. Va morir el 6 d'abril de 1989.

## Carrera esportiva
Va participar, als 22 anys, als Jocs Olímpics d'Estiu de 1936 realitzats a Berlín (Alemanya nazi), on va aconseguir guanyar la medalla de plata en les proves del concurs complet (per equips) i de barres paral·leles. Així mateix finalitzà cinquè en la prova del concurs complet (individual), sisè en la prova d'anelles i setè en les proves de salt sobre cavall i cavall amb arcs, com a resultats més destacats.
Després de la Segona Guerra Mundial participà en els Jocs Olímpics d'Estiu de 1948 celebrats a Londres (Regne Unit), on va aconseguir guanyar la medalla d'or en la prova de barres paral·leles i la medalla de plata en la prova del concurs complet (per equips) i d'anelles. Així mateix finalitzà setè en la prova de cavall amb arcs com a resultat més destacat.
Al llarg de la seva carrera guanyà cinc medalles en el Campionat del Món de gimnàstica artística, tres d'elles d'or, en cavall amb arcs, barres paral·leles i barra fixa.